# Il figlio (romanzo)
Il figlio (Son) è un romanzo di Lois Lowry del 2013, quarto e ultimo capitolo della serie fantascientifica distopica per ragazzi Il mondo di Jonas, formata da The Giver - Il donatore (1995), La rivincita - Gathering Blue (2011) e Il messaggero (2012).
La prima edizione italiana è del 2013.

## Trama
Il libro ha inizio nella stessa comunità del primo romanzo della saga The Giver, la protagonista, Claire, è stata scelta come "partoriente". Tutto il romanzo gira intorno alla sua vita, sia all'interno della comunità, che dopo nel suo percorso verso la ricerca del figlio che ha partorito nella comunità. E lì troviamo il Male in persona che è stato cacciato via dalla comunità dove Jonas aveva trovato posto dopo la fuga con il figlio di Claire. Il losco personaggio costringe la ragazza a rinunciare alla sua giovinezza pur di vedere suo figlio. Il bambino si scopre fin dall'inizio che è Gabe, già presente nel primo libro. Scopriamo che il piccolo Gabriel va a scuola, ha gli ormoni in azione come del resto lo sono in tutti gli adolescenti e ha un potere: quello di entrare nella mente delle persone nel giro di pochi secondi per poi capirne i sentimenti e questo lo aiuterà nella lotta contro il Male incarnato in un uomo, il quale verrà sconfitto proprio dalle abilità magiche del ragazzino.

## Edizioni
- Lois Lowry, Il figlio, contenitore editoriale Y, Giunti Editore, Firenze, 2013